# Fedderwarden
Fedderwarden is een voormalig dorp en tegenwoordig een stadsdeel in het noordwesten van de Duitse havenstad Wilhelmshaven. Oorspronkelijk was het een dorp in het Landkreis Friesland. Sinds 1972 is het een deel van Wilhelmshaven.

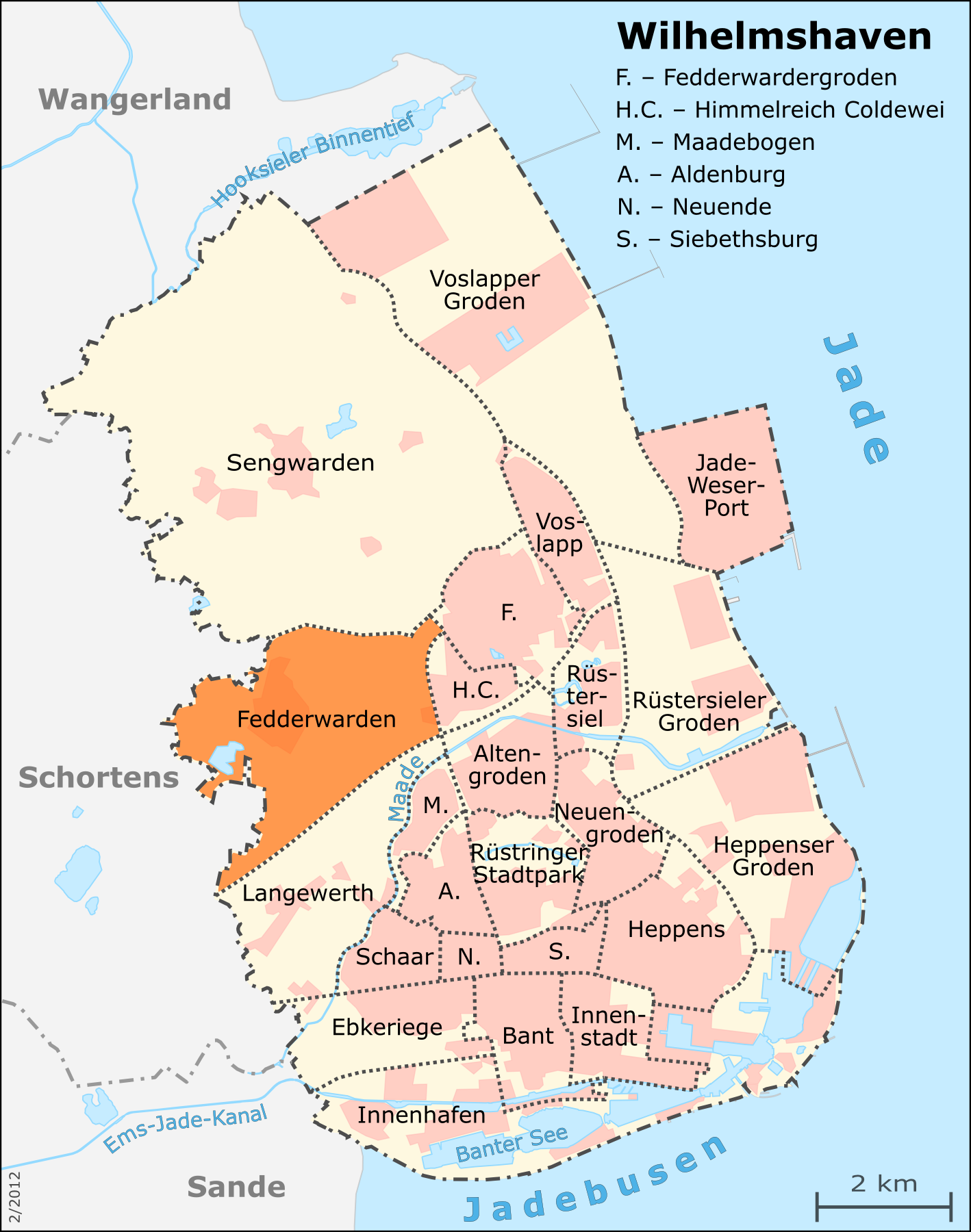
Situering Fedderwarden in de gemeente Wilhelmshaven
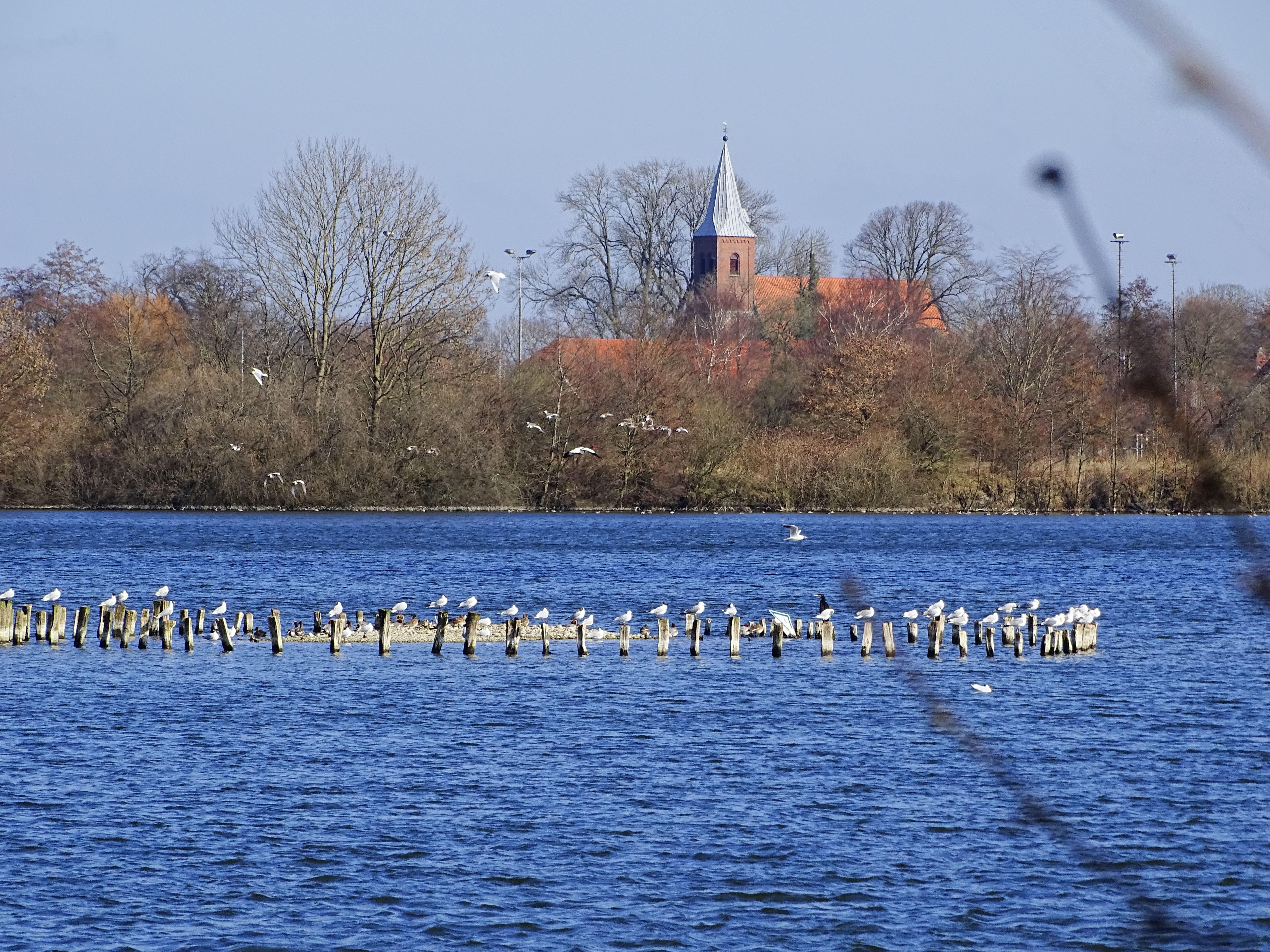
Natuurreservaat Barghauser See, op de achtergrond de St.-Stephanuskerk van Fedderwarden

Net als het naastgelegen stadsdeel Sengwarden is Fedderwarden aanzienlijk ouder dan de stad Wilhelmshaven. De oudste vermelding is in een oorkonde uit 1420, waarschijnlijk was al rond het jaar nul sprake van bewoning. De Sint-Stephanuskerk dateert uit de dertiende eeuw.
Aan de zuidkant van het oude dorp staat de Burg Kniphausen. De burcht was het centrum van de heerlijkheid Kniphausen. Kniphausen keerde tussen 1933 en 1948 terug als de naam van een gemeente. Die gemeente omvatte naast Fedderwarden en Sengwarden ook het dorp Accum dat nog steeds deel uitmaakt van de gemeente Schortens in het Landkreis Friesland.
De omgeving van de 33 hectare grote, door zand- en grindwinning ontstane Barghauser See is beschermd landschap (LSG, Landschaftsschutzgebiet). Het gebied is een toevluchtsoord voor de zeldzame, beschermde meervleermuis.
In 2020 opende TenneTs Duitse dochteronderneming  TenneT TSO GmbH  er een groot onderstation voor de distributie van elektriciteit, o.a. afkomstig van windmolenparken op de Noordzee.